# 은하마을
은하마을(Eunha Maeul)은 대한민국 경기도 부천시 (신중동)에 위치한 아파트 단지다.